# Aeroportul Neghelle
Aeroportul Neghelle (IATA: EGL, ICAO: HANG) este un aeroport din Etiopia ce deservește zona Negele Boran.
aeroportul dispune de o singură pistă.